# Wereldkampioenschappen schaatsen allround 2007
De wereldkampioenschappen schaatsen allround 2007 werden op 9, 10 en 11 februari 2007 gereden in Thialf, Heerenveen. Het toernooi werd door de ISU aan Heerenveen toegekend, omdat de KNSB in 2007 haar 125-jarig jubileum vierde.
Titelverdedigers waren de Wereldkampioenen van 2006 in Calgary. In de Olympic Oval werden de Canadese Cindy Klassen en Amerikaan Shani Davis kampioen.
In een vol Thialf-stadion werden de Nederlandse schaatsers Ireen Wüst en Sven Kramer wereldkampioen. Het was de vierde keer dat de "dubbelslag" werd gehaald, maar de eerste keer dat dat op Nederlandse bodem gebeurde. Kees Verkerk en Stien Kaiser werden in 1967 wereldkampioen, Ard Schenk en Atje Keulen-Deelstra werden in 1970 en 1972 wereldkampioen.
Het wereldkampioenschap allround scoorde torenhoge kijkcijfers in Nederland. Het WK van 2007 was het best bekeken WK Allround ooit op de Nederlandse tv. Op Nederland 1 keken naar de afsluitende 10 km voor mannen, 3.201.000 mensen. De huldiging van de wereldkampioenen Ireen Wüst en Sven Kramer stond met 3.391.000 tv-kijkers op nummer 1 in de ranglijst 2007 van stichting KijkOnderzoek.

## Vrouwentoernooi
Vierentwintig schaatssters, 14 uit Europa Duitsland (4), Nederland (4), Rusland (3), Tsjechië (2) en Noorwegen (1), 6 uit Noord-Amerika & Oceanië (Canada (4) en de Verenigde Staten (2), 4 uit Azië (Japan (3) en China (1), namen eraan deel. Drie rijdsters debuteerden dit jaar.
Met haar derde deelname aan het WK Allround veroverde Ireen Wüst de wereldtitel. Daarmee was ze de vierde Nederlandse vrouw die de titel binnen haalde, Stien Kaiser ('67-'68), Atje Keulen-Deelstra ('70, '72-'73-'74) en Renate Groenewold ('04) waren haar voorgegaan. Ze veroverde vier afstandmedailles, goud op de 1500m en 3000m, zilver op de 500m en brons op de 5000m. Anni Friesinger zou met haar negende deelname voor de vijfde maal op het erepodium plaatsnemen, zij werd tweede. Met haar zevende deelname nam ook Cindy Klassen voor de vijfde maal plaats op het podium, zij werd derde.
Naast Ireen Wüst bestond de Nederlandse afvaardiging uit debutante Paulien van Deutekom die de zesde plaats bereikte, Marja Vis die met haar derde deelname tiende werd en Renate Groenewold die voor de achtste keer deel nam, maar na de 500m de strijd moest staken.
Claudia Pechstein nam voor de vijftiende maal deel aan het WK Allround, een prestatie waarin alleen Emese Hunyady (17 deelnames) haar voor ging. Maki Tabata reed haar elfde WK Allroundtoernooi en was daarmee de elfde vrouw die dit aantal bereikte.

### Dag 1

#### 500 meter
| Rang   | Schaatsster          | Land      | Tijd     |
| ------ | -------------------- | --------- | -------- |
| Goud   | Anni Friesinger      | Duitsland | 38,38    |
| Zilver | Ireen Wüst           | Nederland | 38,44 PR |
| Brons  | Cindy Klassen        | Canada    | 38,68    |
| 4      | Jekaterina Lobysjeva | Rusland   | 38,88    |
| 5      | Wang Fei             | China     | 39,05 PR |
| 6      | Christine Nesbitt    | Canada    | 39,18    |
| 7      | Jekaterina Abramova  | Rusland   | 39,68    |
| 8      | Daniela Anschütz     | Duitsland | 39,70    |
| 9      | Kristina Groves      | Canada    | 39,80    |
| 10     | Claudia Pechstein    | Duitsland | 39,82    |

### Dag 2
| Rang   | Schaatsster          | Land      | Tijd       |
| ------ | -------------------- | --------- | ---------- |
| Goud   | Ireen Wüst           | Nederland | 1.54,05 BR |
| Zilver | Anni Friesinger      | Duitsland | 1.55,90    |
| Brons  | Christine Nesbitt    | Canada    | 1.56,08    |
| 4      | Cindy Klassen        | Canada    | 1.56,37    |
| 5      | Paulien van Deutekom | Nederland | 1.56,97    |
| 6      | Kristina Groves      | Canada    | 1.57,33    |
| 7      | Marja Vis            | Nederland | 1.58,02    |
| 8      | Claudia Pechstein    | Duitsland | 1.58,04    |
| 9      | Daniela Anschütz     | Duitsland | 1.58,17    |
| 10     | Wang Fei             | China     | 1.58,22    |

| Rang   | Schaatsster          | Land      | Tijd       |
| ------ | -------------------- | --------- | ---------- |
| Goud   | Ireen Wüst           | Nederland | 4.00,28 BR |
| Zilver | Anni Friesinger      | Duitsland | 4.04,00    |
| Brons  | Cindy Klassen        | Canada    | 4.05,24    |
| 4      | Paulien van Deutekom | Nederland | 4.05,35 PR |
| 5      | Martina Sáblíková    | Tsjechië  | 4.05,87    |
| 6      | Claudia Pechstein    | Duitsland | 4.06,83    |
| 7      | Kristina Groves      | Canada    | 4.07,02    |
| 8      | Daniela Anschütz     | Duitsland | 4.07,15    |
| 9      | Marja Vis            | Nederland | 4.09,12    |
| 10     | Maren Haugli         | Noorwegen | 4.09,80    |

### Dag 3

#### 5000 meter
| Rang   | Schaatsster          | Land      | Tijd          |
| ------ | -------------------- | --------- | ------------- |
| Goud   | Martina Sáblíková    | Tsjechië  | 6.49,31 BR PR |
| Zilver | Claudia Pechstein    | Duitsland | 6.59,98       |
| Brons  | Ireen Wüst           | Nederland | 7.01,60       |
| 4      | Maren Haugli         | Noorwegen | 7.03,19       |
| 5      | Kristina Groves      | Canada    | 7.03,71       |
| 6      | Cindy Klassen        | Canada    | 7.04,11       |
| 7      | Paulien van Deutekom | Nederland | 7.06,21 PR    |
| 8      | Daniela Anschütz     | Duitsland | 7.06,91       |
| 9      | Anni Friesinger      | Duitsland | 7.08,36       |
| 10     | Marja Vis            | Nederland | 7.09,74 PR    |

### Eindklassement
| Rang   | Schaatsster          | Land             | Punten  | 500m       | 1500m        | 3000m        | 5000m        |
| ------ | -------------------- | ---------------- | ------- | ---------- | ------------ | ------------ | ------------ |
| Goud   | Ireen Wüst           | Nederland        | 158,662 | 38,44 (2)  | 1.54,05 (1)  | 4.00,28 (1)  | 7.01,60 (3)  |
| Zilver | Anni Friesinger      | Duitsland        | 160,515 | 38,38 (1)  | 1.55,90 (2)  | 4.04,00 (2)  | 7.08,36 (9)  |
| Brons  | Cindy Klassen        | Canada           | 160,754 | 38,68 (3)  | 1.56,37 (4)  | 4.05,24 (3)  | 7.04,11 (6)  |
| 4      | Claudia Pechstein    | Duitsland        | 162,302 | 39,82 (10) | 1.58,04 (8)  | 4.06,83 (6)  | 6.59,98 (2)  |
| 5      | Martina Sáblíková    | Tsjechië         | 162,405 | 40,96 (18) | 1.58,61 (11) | 4.05,87 (5)  | 6.49,31 (1)  |
| 6      | Paulien van Deutekom | Nederland        | 162,442 | 39,94 (11) | 1.56,97 (5)  | 4.05,35 (4)  | 7.06,21 (7)  |
| 7      | Kristina Groves      | Canada           | 162,451 | 39,80 (9)  | 1.57,33 (6)  | 4.07,02 (7)  | 7.03,71 (5)  |
| 8      | Daniela Anschütz     | Duitsland        | 162,972 | 39,70 (8)  | 1.58,17 (9)  | 4.07,15 (8)  | 7.06,91 (8)  |
| 9      | Christine Nesbitt    | Canada           | 163,711 | 39,18 (6)  | 1.56,08 (3)  | 4.13,13 (14) | 7.16,50 (11) |
| 10     | Marja Vis            | Nederland        | 163,824 | 39,99 (12) | 1.58,02 (7)  | 4.09,12 (9)  | 7.09,74 (10) |
| 11     | Wang Fei             | China            | 164,411 | 39,05 (5)  | 1.58,22 (10) | 4.12,21 (12) | 7.19,20 (12) |
| 12     | Maren Haugli         | Noorwegen        | 164,748 | 40,82 (17) | 1.59,93 (13) | 4.09,80 (10) | 7.03,19 (4)  |
| NC13   | Jekaterina Lobysjeva | Rusland          | 121,175 | 38,88 (4)  | 1.59,61 (12) | 4.14,55 (15) |              |
| NC14   | Maki Tabata          | Japan            | 123,421 | 40,28 (14) | 2.00,02 (14) | 4.18,81 (21) |              |
| NC15   | Lucille Opitz        | Duitsland        | 123,506 | 41,22 (22) | 2.00,66 (15) | 4.12,40 (13) |              |
| NC16   | Maria Lamb           | Verenigde Staten | 123,688 | 40,35 (15) | 2.01,33 (17) | 4.17,37 (19) |              |
| NC17   | Clara Hughes         | Canada           | 123,936 | 41,86 (23) | 2.01,11 (16) | 4.10,24 (11) |              |
| NC18   | Jekaterina Abramova  | Rusland          | 124,049 | 39,68 (7)  | 2.02,74 (21) | 4.20,74 (22) |              |
| NC19   | Masako Hozumi        | Japan            | 124,275 | 41,03 (19) | 2.01,53 (18) | 4.16,41 (17) |              |
| NC20   | Catherine Raney      | Verenigde Staten | 124,369 | 41,18 (21) | 2.02,14 (20) | 4.14,86 (16) |              |
| NC21   | Galina Lichatsjova   | Rusland          | 125,356 | 40,79 (16) | 2.01,95 (19) | 4.23,50 (23) |              |
| NC22   | Eriko Ishino         | Japan            | 125,363 | 41,14 (20) | 2.03,69 (23) | 4.17,96 (20) |              |
| NC23   | Andrea Jirků         | Tsjechië         | 126,221 | 42,40 (24) | 2.03,03 (22) | 4.16,87 (18) |              |
| NS2    | Renate Groenewold    | Nederland        | -       | 40,24 (13) | NS           | -            |              |

* = met val
NC = niet gekwalificeerd
NF = niet gefinisht
NS = niet gestart
DQ = gediskwalificeerd
Vet gezet = kampioenschapsrecord

## Mannentoernooi

### Dag 1
| Rang   | Schaatsster       | Land             | Tijd     |
| ------ | ----------------- | ---------------- | -------- |
| Goud   | Erben Wennemars   | Nederland        | 35,79    |
| Zilver | Denny Morrison    | Canada           | 35,81    |
| Brons  | Shani Davis       | Verenigde Staten | 35,84    |
| 4      | Enrico Fabris     | Italië           | 36,27    |
| 5      | Sven Kramer       | Nederland        | 36,41 PR |
| 6      | Ivan Skobrev      | Rusland          | 36,43    |
| 7      | Stefan Heythausen | Duitsland        | 36,44 PR |
| 8      | Choi Kwun-won     | Zuid-Korea       | 36,53 PR |
| 9      | Håvard Bøkko      | Noorwegen        | 36,58    |
| 10     | Steven Elm        | Canada           | 36,66    |

| Rang   | Schaatsster        | Land             | Tijd       |
| ------ | ------------------ | ---------------- | ---------- |
| Goud   | Sven Kramer        | Nederland        | 6.12,97 BR |
| Zilver | Carl Verheijen     | Nederland        | 6.16,16    |
| Brons  | Enrico Fabris      | Italië           | 6.19,10    |
| 4      | Håvard Bøkko       | Noorwegen        | 6.20,34    |
| 5      | Wouter Olde Heuvel | Nederland        | 6.20,37 PR |
| 6      | Arne Dankers       | Canada           | 6.24,29    |
| 7      | Shani Davis        | Verenigde Staten | 6.26,20    |
| 8      | Johan Röjler       | Zweden           | 6.26,96    |
| 9      | Eskil Ervik        | Noorwegen        | 6.28,21    |
| 10     | Erben Wennemars    | Nederland        | 6.29,65    |

### Dag 2

#### 1500 meter
| Rang   | Schaatsster       | Land             | Tijd       |
| ------ | ----------------- | ---------------- | ---------- |
| Goud   | Erben Wennemars   | Nederland        | 1.45,19 BR |
| Zilver | Denny Morrison    | Canada           | 1.45,70    |
| Brons  | Enrico Fabris     | Italië           | 1.45,97    |
| 4      | Shani Davis       | Verenigde Staten | 1.46,10    |
| 5      | Carl Verheijen    | Nederland        | 1.47,18    |
| 6      | Sven Kramer       | Nederland        | 1.47,20    |
| 7      | Eskil Ervik       | Noorwegen        | 1.47,49    |
| 8      | Steven Elm        | Canada           | 1.47,60    |
| 9      | Stefan Heythausen | Duitsland        | 1.47,97    |
| 10     | Håvard Bøkko      | Noorwegen        | 1.48,03    |

### Dag 3

#### 10.000 meter
| Rang   | Schaatsster        | Land      | Tijd        |
| ------ | ------------------ | --------- | ----------- |
| Goud   | Sven Kramer        | Nederland | 12.49,88 WR |
| Zilver | Carl Verheijen     | Nederland | 12.55,30 PR |
| Brons  | Eskil Ervik        | Noorwegen | 13.08,92    |
| 4      | Enrico Fabris      | Italië    | 13.10,80    |
| 5      | Håvard Bøkko       | Noorwegen | 13.14,03 PR |
| 6      | Wouter Olde Heuvel | Nederland | 13.18,38 PR |
| 7      | Ivan Skobrev       | Rusland   | 13.22,15    |
| 8      | Johan Röjler       | Zweden    | 13.24,96    |
| 9      | Arne Dankers       | Canada    | 13.25,43    |
| 10     | Erben Wennemars    | Nederland | 13.35,67 PR |

### Eindklassement
| Rang   | Schaatser           | Land             | Punten  | 500m       | 5000m        | 1500m        | 10.000m       |
| ------ | ------------------- | ---------------- | ------- | ---------- | ------------ | ------------ | ------------- |
| Goud   | Sven Kramer         | Nederland        | 147,934 | 36,41 (5)  | 6.12,97 (1)  | 1.47,20 (6)  | 12.49,88 (1)  |
| Zilver | Enrico Fabris       | Italië           | 149,043 | 36,27 (4)  | 6.19,10 (3)  | 1.45,97 (3)  | 13.10,80 (4)  |
| Brons  | Carl Verheijen      | Nederland        | 149,237 | 37,13 (15) | 6.16,16 (2)  | 1.47,18 (5)  | 12.55,30 (2)  |
| 4      | Håvard Bøkko        | Noorwegen        | 150,325 | 36,58 (9)  | 6.20,34 (4)  | 1.48,03 (10) | 13.14,03 (5)  |
| 5      | Erben Wennemars     | Nederland        | 150,601 | 35,79 (1)  | 6.29,65 (10) | 1.45,19 (1)  | 13.35,67 (10) |
| 6      | Shani Davis         | Verenigde Staten | 150,712 | 35,84 (3)  | 6.26,20 (7)  | 1.46,10 (4)  | 13.37,73 (11) |
| 7      | Wouter Olde Heuvel  | Nederland        | 151,186 | 37,12 (14) | 6.20,37 (5)  | 1.48,33 (12) | 13.18,38 (6)  |
| 8      | Eskil Ervik         | Noorwegen        | 151,497 | 37,40 (16) | 6.28,21 (9)  | 1.47,49 (7)  | 13.08,92 (3)  |
| 9      | Ivan Skobrev        | Rusland          | 151,881 | 36,43 (6)  | 6.29,91 (11) | 1.49,06 (15) | 13.22,15 (7)  |
| 10     | Denny Morrison      | Canada           | 152,611 | 35,81 (2)  | 6.34,67 (15) | 1.45,70 (2)  | 14.02,03 (12) |
| 11     | Johan Röjler        | Zweden           | 152,994 | 37,60 (18) | 6.26,96 (8)  | 1.49,35 (19) | 13.24,96 (8)  |
| 12     | Arne Dankers        | Canada           | 153,216 | 38,42 (23) | 6.24,29 (6)  | 1.48,29 (11) | 13.25,43 (9)  |
| NC13   | Steven Elm          | Canada           | 112,449 | 36,66 (10) | 6.39,23 (22) | 1.47,60 (8)  |               |
| NC14   | Chad Hedrick        | Verenigde Staten | 112,582 | 36,77 (12) | 6.36,59 (17) | 1.48,46 (13) |               |
| NC15   | Justin Warsylewicz  | Canada           | 112,588 | 37,09 (13) | 6.33,12 (12) | 1.48,56 (14) |               |
| NC16   | Choi Kwun-won       | Zuid-Korea       | 112,673 | 36,53 (8)  | 6.37,57 (20) | 1.49,16 (17) |               |
| NC17   | Stefan Heythausen   | Duitsland        | 112,690 | 36,44 (7)  | 6.42,60 (23) | 1.47,97 (9)  |               |
| NC18   | Sverre Haugli       | Noorwegen        | 113,383 | 37,64 (19) | 6.33,87 (13) | 1.49,07 (16) |               |
| NC19   | Henrik Christiansen | Noorwegen        | 113,700 | 37,56 (17) | 6.36,94 (18) | 1.49,34 (18) |               |
| NC20   | Matteo Anesi        | Italië           | 114,107 | 37,69 (21) | 6.37,51 (19) | 1.50,00 (20) |               |
| NC21   | Hiroki Hirako       | Japan            | 114,386 | 37,64 (19) | 6.35,50 (16) | 1.51,59 (23) |               |
| NC22   | Alexis Contin       | Frankrijk        | 114,672 | 37,72 (22) | 6.38,89 (21) | 1.51,19 (22) |               |
| NC23   | Jarmo Valtonen      | Finland          | 114,847 | 36,67 (11) | 6.55,07 (24) | 1.50,01 (21) |               |

* = met val
NC = niet gekwalificeerd
NF = niet gefinisht
NS = niet gestart
DQ = gediskwalificeerd
Vet gezet = kampioenschapsrecord